# Deiotaros Philadelphos
Deiotaros Philadelphos († um 5 v. Chr.) war König des binnenländischen Paphlagonien.

## Leben
Deiotaros Philadelphos, der Sohn Kastors und Urenkel des galatischen Tetrarchen Deiotaros, war der letzte, wohl 36 v. Chr. mit Zustimmung des Triumvirn Marcus Antonius an die Macht gekommene König (Binnen)-Paphlagoniens. Zu seinem Herrschaftsgebiet zählte das Tal des Flusses Amnias (der heutige Gökırmak) und die östlich anschließende Phazemonitis.
Auf der Rückseite einer Münze des Deiotaros Philadelphos ist eine als Königin titulierte Frau namens Adobogiona abgebildet, die nach einer Theorie seine Mutter, nach einer anderen seine Schwester und Gemahlin war. Des Weiteren zeigt eine seiner anderen Münzen die Darstellung eines gleichnamigen Königs Deiotaros mit dem Beinamen Philopator (= „der Vaterliebende“), der nach einer Interpretation sein Sohn war, den er in seiner späteren Lebensphase zum Mitregenten erhoben, aber überlebt habe.  Anderer Auffassung zufolge war Deiotaros Philopator hingegen ein Bruder des Deiotaros Philadelphos.
32 v. Chr. gehörte Deiotaros Philadelphos zu den von Antonius abhängigen Klientelherrschern, die den Triumvirn zu dessen entscheidender kriegerischer Auseinandersetzung mit Octavian, dem späteren Kaiser Augustus, nach Kleinasien und Griechenland begleiteten. Als sich im Verlaufe des Jahres 31 v. Chr. die militärische Situation des Antonius bei Actium immer mehr verschlechterte und dieser versuchte, seinen Gegner Octavian von der Wasserversorgung abzuschneiden, überfielen und besiegten Marcus Titius und Titus Statilius Taurus Antonius’ Reiterei. Bei dieser Gelegenheit lief Deiotaros zu Octavian über.
Über Deiotaros’ Leben ist sonst nichts Weiteres bekannt. Aus Inschriften und Münzzeugnissen geht hervor, dass er um 5 v. Chr. starb, woraufhin sein Land von Kaiser Augustus der Provinz Galatien einverleibt wurde.